# William Blake
William Blake (London, 1757. november 28. – London, 1827. augusztus 12.) angol költő, festő, grafikus és nyomdász.

Az angol romantikus költészet általános jegyeinek csaknem mindegyike megtalálható Blake költészetében, anélkül, hogy példátlan eredetisége csorbulna. Blake saját korában teljesen elszigetelten élt, nem ismerték mint költőt, csak mint rézmetszőt tartották számon, költészete jelentőségének felismerése majdnem egy évszázadig váratott magára, a XX. században fedezték fel, s ekkor került az őt megillető helyére az angol és a világirodalom történetében és kezdődött meg költészetének és festői, grafikai munkásságának mind a mai napig tartó legendás utóélete.

## Élete

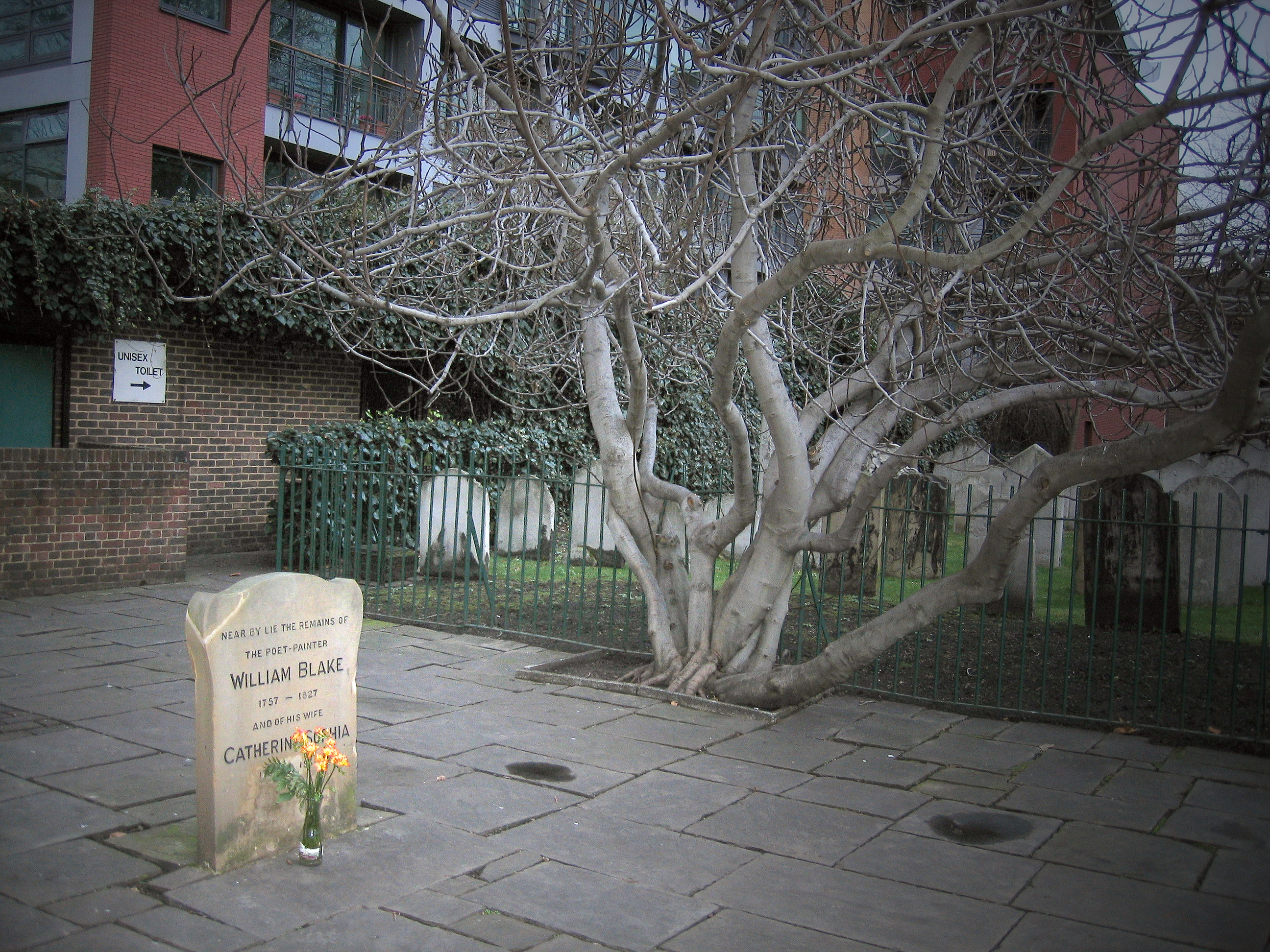
William Blake és felesége síremléke Londonban

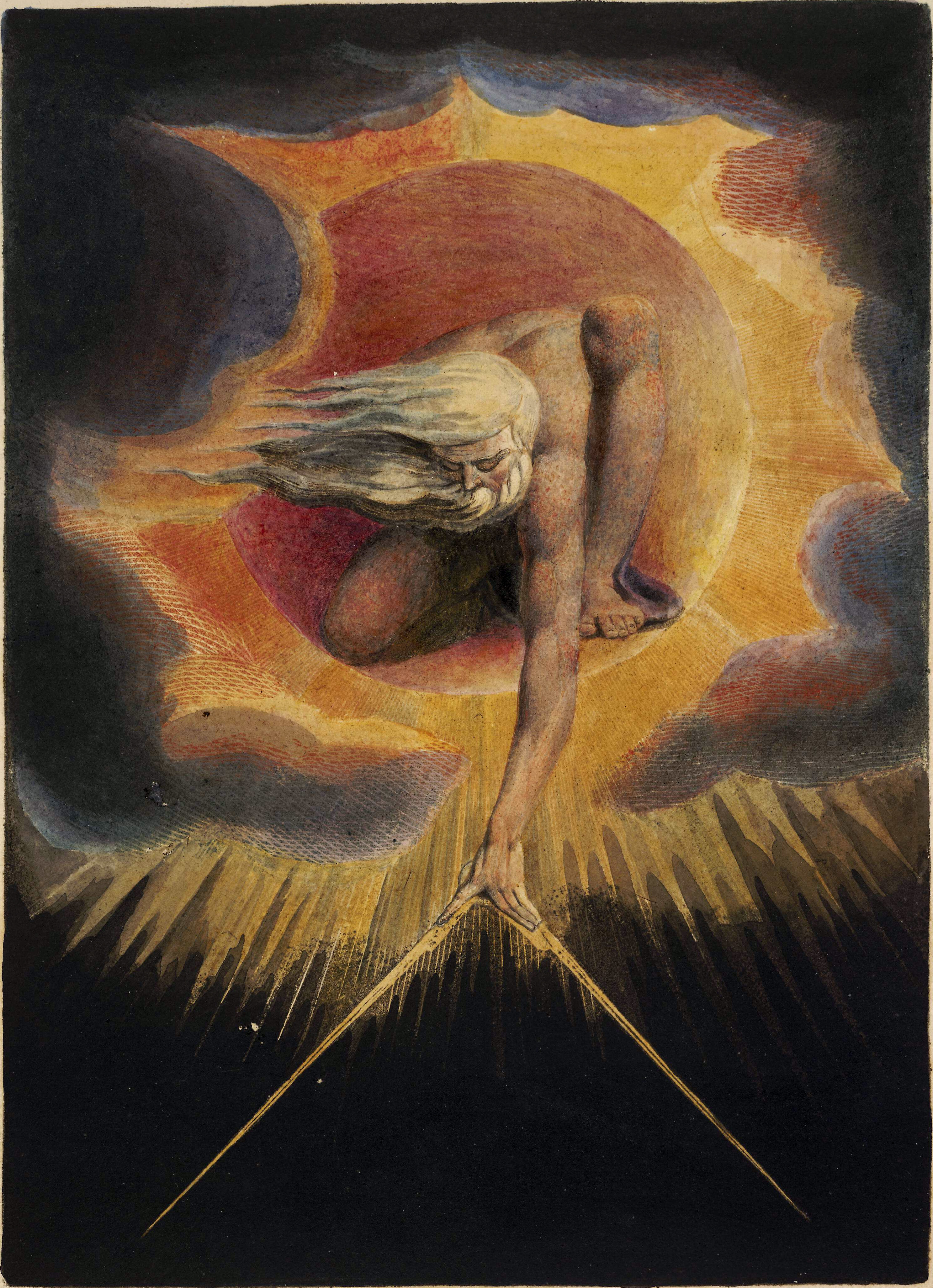
„Az öregkorú” (The Ancient of Days, Isten elnevezése Dániel könyvében) 1794, British Museum, London

Középosztálybeli családból származott, egész életét, három év kivételével, a rohamosan fejlődő, iparosodó Londonban töltötte. A rajzoláshoz volt tehetsége, így 10 éves korában rajziskolába íratták be. 1772-től egy ismert londoni rézmetsző segédje és tanítványa lett, kitanulta a rézmetsző mesterséget. Mestere, James Basire megbízásából a Westminster-apátság és más középkori templomok síremlékeit, szobrait, épületrészeit rajzolgatta, nagy hatással volt rá a gótika szelleme. Gondolatvilágát az eretnek színezetű misztikus látomásokban is testet öltő hagyományok befolyásolták, s nyilván korának kezdődő nagy társadalmi és politikai változásai. 1780-ban zavargások törtek ki Londonban, a tömegek kiálltak a már öt éve folyó amerikai függetlenségi háború mellett, köztük Blake is. Később a francia forradalom eseményei kevésbé érintették meg, annál inkább annak következményei, a véres háborúk, majd a restauráció. A politikai életnek soha nem volt közvetlen szereplője.
Az 1780-as évek elején köztársasági érzelmű történeti festőkkel barátkozott, köztük James Barry, Mortimer, John Flaxman, Henry Fuseli.
1782-ben nősült meg, írástudatlan leányt vett feleségül, Catherine Sophiát, aki aztán kiváló munkatársa lett férjének. Felesége részt vett Blake grafikusművészi munkájában, gyakran ő nyomtatta és színezte is Blake metszeteit. Blake halála után félbemaradt rajzait ő fejezte be. Kettejük munkáját szinte lehetetlen megkülönböztetni.
1787-ben kedvenc öccse, Robert meghalt tüdővészben, Blake számára nagy megrázkódtatást jelentett, együtt dolgoztak ők, a színes nyomtatás alkalmazhatóságával foglalkoztak. Robert halála után Blake egyedül munkálta ki a színes nyomtatás technikájának sajátos módját.
Az 1790-es évek elején Blake a francia forradalommal rokonszenvező Joseph Johnson (1738-1809) londoni lapszerkesztő és könyvkiadó körül tömörült értelmiségiekkel érintkezett. Egy kis sussexi faluban, Felphanban töltött három esztendőt (1800-1803) feleségével együtt egy jóindulatú, de korlátolt vidéki irodalmár gentleman, William Hayley pártfogása alatt. Blake-nek eleinte tetszett a vidéki élet, de pártfogójával való kapcsolata egyre inkább megromlott. Úgy látta Blake, hogy Hayley fél tőle, mint költőtől, a festészetről pedig ellentétes nézeteket vallottak. Ráadásul Felphanban való tartózkodásának utolsó hónapjaiban vitába keveredett egy garázda dragonyossal, aki felségsértési pert indított ellene, az öt hónapig húzódó per nagy megpróbáltatást jelentett a művésznek.
1804-ben lelkes munkakedvvel és nagy művészi tervekkel tért vissza Londonba, de megélhetési nehézségekkel találta magát szemben, hiszen közben elvesztette munkakapcsolatait. Nagy nehezen jutott munkákhoz, sokszor nem is az ő képességeinek megfelelő munkákból kénytelen fenntartani magát és feleségét. Blair A sír c. népszerű költeményének illusztrálását rábízták, de csak a rajzait hasznosította a kiadó, a rézmetszet jóval jövedelmezőbb sokszorosítását egy akkoriban divatos londoni rézmetszőre bízta. Blake saját műveinek kiállítását készítette elő katalógussal együtt, azonban 1809-ben rendezett gyűjteményes kiállítása teljes érdektelenségbe torkollott. A kudarcok nem szegték kedvét, tovább dolgozott, lírai verseket, prófétai könyveket és grafikai alkotásokat hozott létre egészen 1827-ben bekövetkezett haláláig.

## Munkássága

### Lírai kötetei

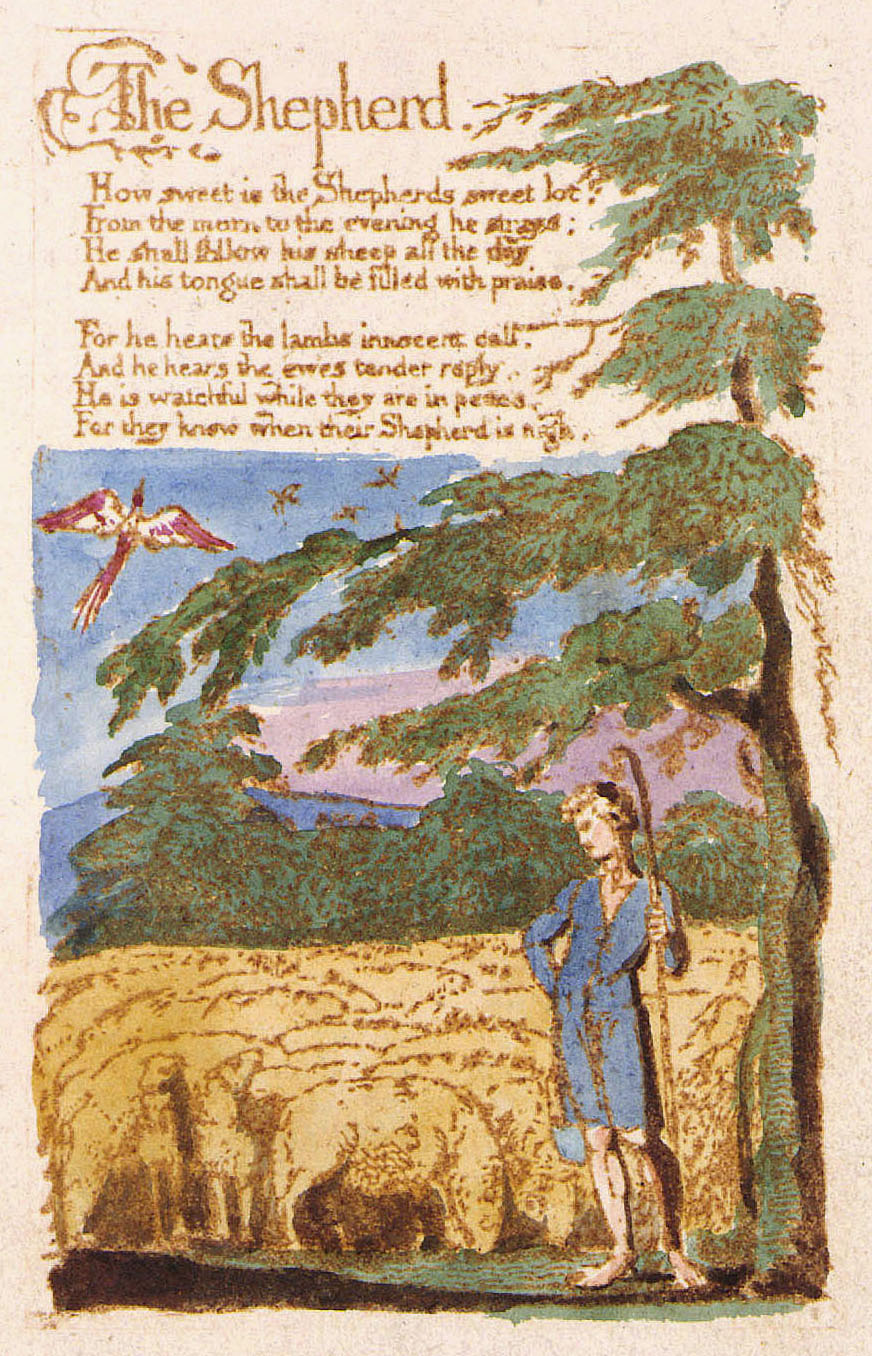
A pásztor c. vers és illusztrációja Az ártatlanság dalaiból, 1789

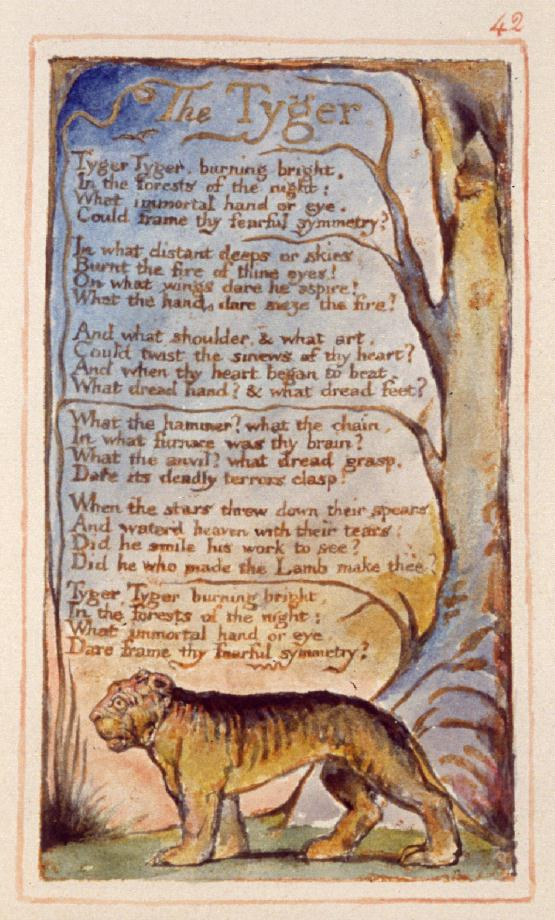
Blake szövege, rajza és nyomdászati munkája. A Tigris c. vers és illusztrációja, 1794

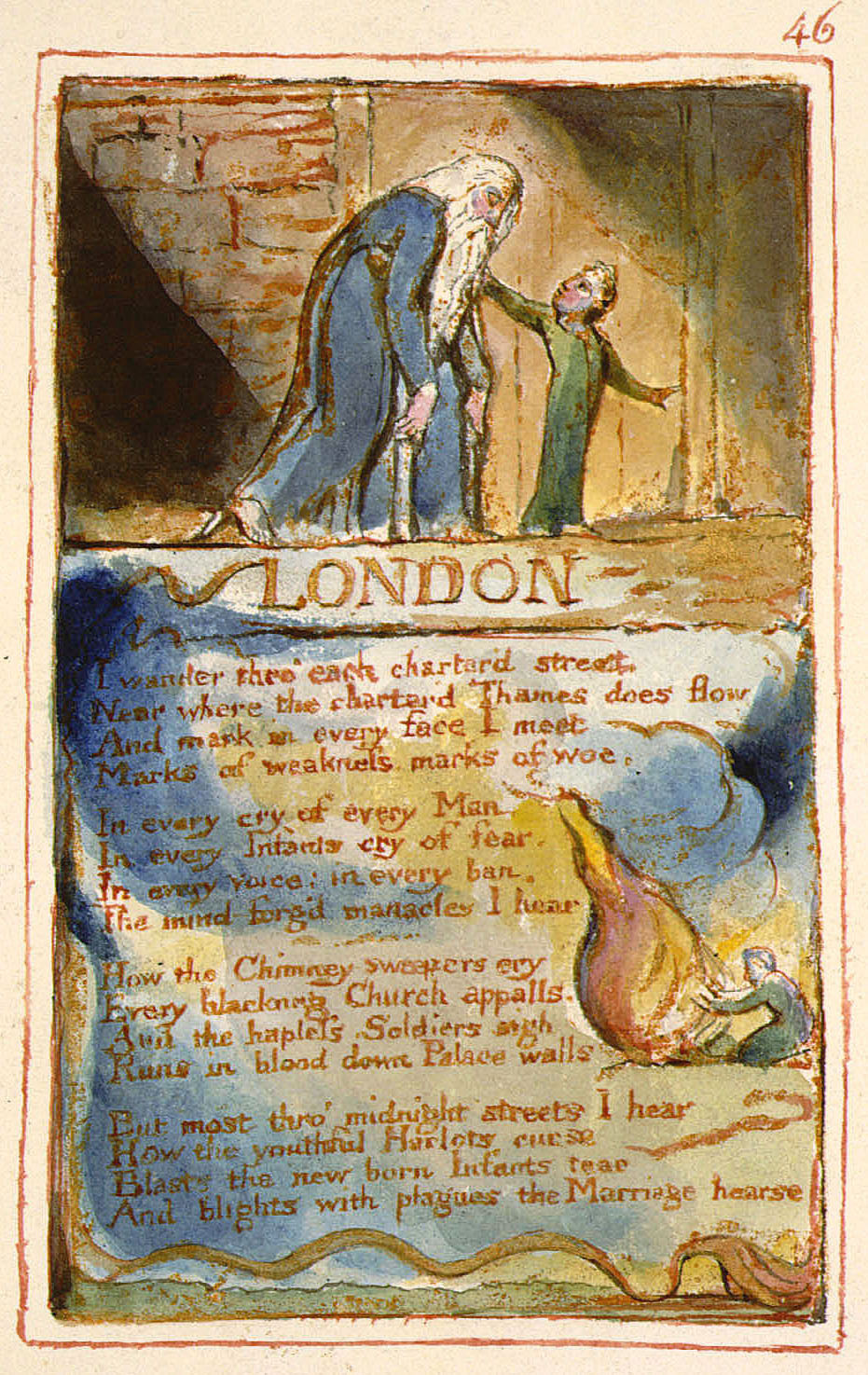
Blake London c. verse A tapasztalás dalai c. kötetből, 1794

A Költői vázlatok (Poetical Sketches, 1783) című első lírai kötete még hagyományos költői hangnemben szól, s hagyományos nyomdai eljárással készül, további köteteit mind sajátmaga írta, nyomtatta és illusztrálta. Első kötete és befejezetlenül maradt burleszk regénye (Holdbéli sziget, 1784) után jelent meg kiforrott verskötete, Az ártatlanság dalai (Songs of Innocence, 1789). A szeretet érvényesülését a mindenségben, a minden létező egységességét hirdető kötet ellentéteként, szerves részeként jelent meg A tapasztalás dalai (Songs of Experience, 1794) rézbe metszett, dialektikus látású kötete. Olyannyira egybetartozik az eredetileg két külön kötetben, s egymástól öt évnyi távolságban megjelent kötet, hogy valamennyi, az első kötetben szereplő versnek van egy ellentétpárja a második kötetben.
Mindkét kötetben állatszimbolikát jelenít meg, Az ártatlanság dalaiban a fő szereplő a bárány, A tapasztalás dalaiban pedig a tigris. Az első kötet megjeleníti a védett, boldog gyermekkort, úgy gondolja, hogy az emberre, mint teremtett lényre vonatkozó kímélet az állatokra is érvényes, sőt a teljes világegyetemre. Lássuk ehhez A pásztor c. vers néhány sorát Weöres Sándor fordításában:
A kis ártatlan bari szól,

Anyabirka válasza kel;

Tudják a közelben az őr,

Aki békéjükre ügyel.
A tapasztalás dalait a jó és a rossz örökös ellentétének a tudata járja át, a felbontás még keresztényi ihletésű (Isten és Sátán), de valójában a ROSSZ, a sötét, az éjszaka kap nagyobb nyomatékot Blake lírájában, majd feloldódik a teremtő szándék misztériumában, lássunk ehhez egy részletet A Tigris c. versből Szabó Lőrinc fordításában:
Tigris! Tigris! éjszakánk

erdejében sárga láng,

mely örök kéz szabta rád

rettentő szimetriád?

[…]

S amikor befejezett,

mosolygott rád a mestered?

Te voltál, amire várt?

Aki a Bárányt, az csinált?
Blake nyitott szemmel figyeli szülővárosa, London lüktetését, az ottani sötétség mély hullámait. Idézet London című verséből, Radnóti Miklós fordításában:
Sikátor mélyén lépdelek

A Temze partjához közel,

És minden arcon jel remeg,

Bűn és bánat marta jel.

Gyerekhangból, ha fél, eseng,

S ha jaj sikolt a férfiból,

Panaszból, átokból, ha zeng,

Az értelem bilincse szól.
Akár a verset elolvasva, akár a hozzákészített illusztrációt megtekintve a későbbi időkben alkotó Charles Dickens (1812-1870) gyermekszegénységről írt művei jutnak eszünkbe.
Lírai költeményeit előszeretettel fordították magyarra jeles költőink és íróink, köztük Babits Mihály, Kosztolányi Dezső, Somlyó György, Szabó Magda.

### Profetikus kötetei és grafikái, festményei
Blake kozmikus és misztikus látásmódja már Az ártatlanság jövendöléseiben is magával ragadó, lássuk ennek kezdő sorait:
Egy porszem világot jelent

S egy szál vadvirág az eget,

Fogd föl tenyeredben a végtelent

S egy percben élj évezredet.

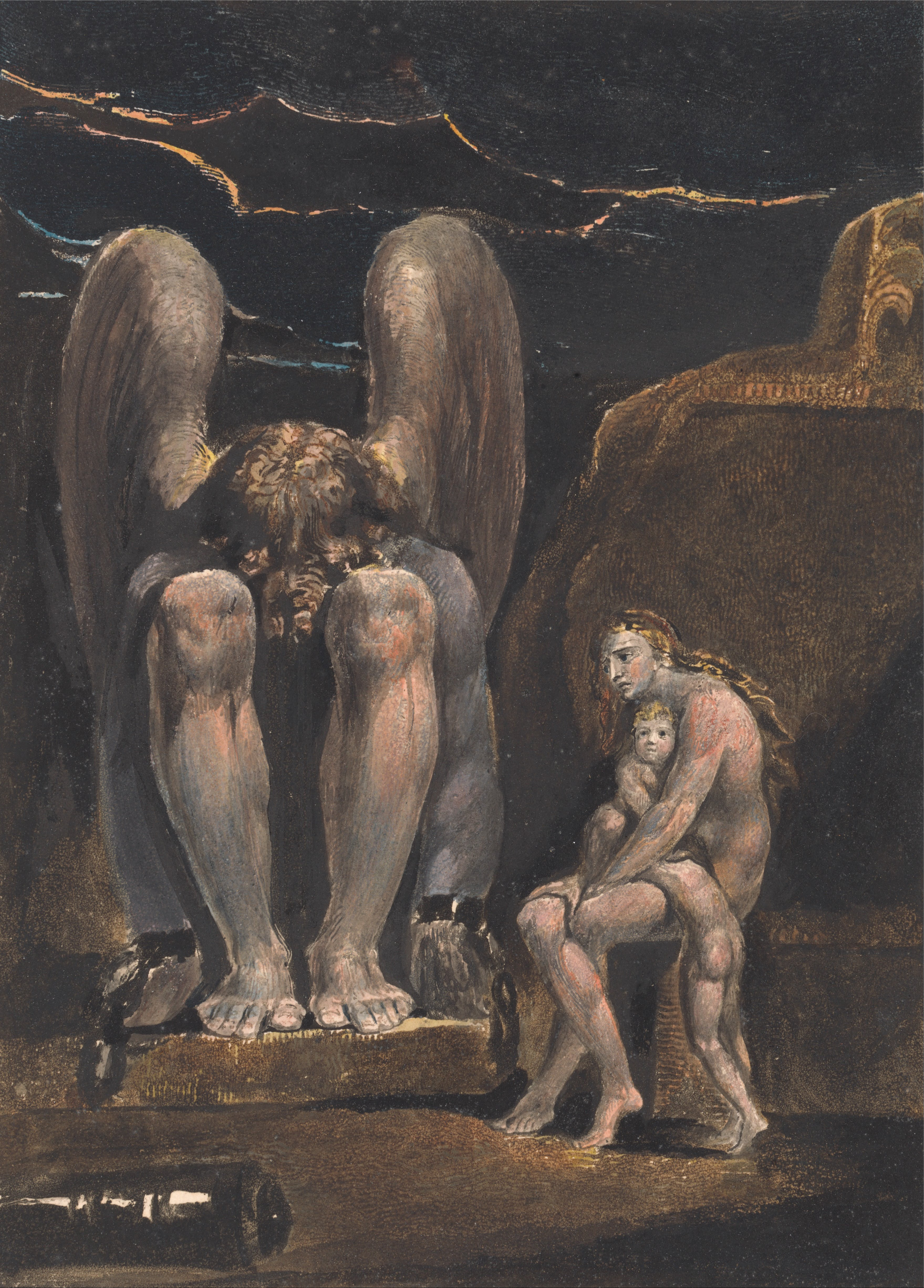
America: a Prophecy.

Lázadó evangéliuma a Menny és Pokol házassága (1790-93). A viktoriánus korszak egyik igen kiváló költője, Algernon Charles Swinburne (1837–1909) Blake legnagyobb művének tartja a Menny és Pokol házassága c. munkát a benne megnyilatkozó gondolkodás ereje és ragyogása, az összhang és a humor miatt. Blake korai, lázadó evangéliuma itt szólal meg legerőteljesebben, legvilágosabban. Elveti Francis Bacont, Newtont és John Locke-ot, tehát az empirikus filozófiát egészében, s időben megelőzve Georg Wilhelm Friedrich Hegelt, az ellentétek harcában ismeri fel minden fejlődés forrását. Blake a szellemi lét egész dühével harcol az Energiából fakadó Gyönyör nevében, a Sátán pártján az emberi létet megnyomorító racionalista angyalok hideg bölcsessége és puritán, képmutató erkölcstana ellen. Blake lázadó sátánizmusa nyilván az angol ipari forradalom és a francia forradalom ellentmondásaiból születtek. Szubjektív jellegű a két könyvből álló Milton (1804-1808), mely saját megvilágosodásának története, mintegy helyreigazítja nagy elődjét, Miltont, rámutat Milton teológiai hagyománytiszteletéből fakadó tévedéseire. Blake hangsúlyozza a nő szerepét, a szerelem szentségét, amely nem az álszent polgári házasságokban köttetik. Jézus valódi tanításait hangsúlyozza, az önfeláldozás eszményét mint vallási és esztétikai eszményt és a bűnök bocsánatát, mint az emberi és a költői azonosulás előfeltételét. Számos illusztrációt is készít Milton eposzainak tanulmányozása kapcsán. S mindez mintegy előlegezi legnagyobb alkotását, a Jeruzsálemet (1804-1820), objektív látomását a mindenségben ható erőkről.
Blake szabadságvágya rendkívül erőteljes, de az adott korban e szabadságvágyat csak a miszticizmus segítségével tudja végiggondolni és kifejezni, ne felejtsük el, hogy a szabad gondolkodás soha nem volt annyira korlátozva Nagy-Britanniában, mint éppen azokban az évtizedekben, amikor Blake alkotói ereje teljében volt. Ez a véletlen történelmi egybeesés adódott az ipari forradalom miatt kezdődő társadalmi feszültségekből, az amerikai függetlenségi háborúból, a francia forradalom politikai és ideológiai hagyományokat romboló szelleméből, később a háborús feszültségekből, Nagy-Britannia szinte elszigetelődött az európai kontinenstől. Ezen körülmények közepette az angol kormány minden ellenzéki megnyilvánulásra szélsőséges korlátozó intézkedésekkel válaszolt. Blake miszticizmusa ezen körülmények közt is kifejezi a szabadságvágyat, s roppant előrehaladást tesz a történelmi jövőbe. Jeruzsálem c. eposzában megvizsgálja az emberiség történetét az ősi, paradicsomi egységből való kiválástól, majd szétválástól az egységbe való visszatérésig. Meggyőződése, hogy hosszú kitérők után az emberiség ismét az ősi egységben él majd együtt. Abszolút optimista a végkicsengés.
Elképzelhető, hogy Blake költészeti miszticizmusa is inspirálta Tolkien elhíresült irodalmi alkotásainak létrejöttét, A hobbitok, A Gyűrűk Ura, amelyekből aztán filmek is készültek. Blake Jeruzsálem c. művében a misztikus nevek kidolgozott rendszerével találkozunk (például a misztikus lényeket jelölő „Vala” és „Ork” szavak előfordulnak költészetében), akárcsak később Tolkiennél, illetve a Gyűrűk Ura uszályán populárissá váló fantasy műfajban. A Tigris című költemény Alfred Bester Tigris! Tigris! című világhírű sci-fi regényének címadója és mottója lett.
Blake saját verseihez maga szerezte a dallamokat és énekelte, később komoly zenei szerzőket, s a rock- és népzenészeket megihlette Blake költészete. Legismertebb ilyen műve, a "Jerusalem" (Az Ígéret utolsó éjszakája). Blake szövegét Hubert Perry zenésítette meg 1916-ban, mely később Anglia nemhivatalos himnuszaként lett ismert. A melódiát saját stílusában az Emerson Lake Palmer popegyüttes is előadta. Ebben a versben szerepel a „tűzszekér” („chariot of fire”) kifejezés is, ami a világhírű Tűzszekerek film címét inspirálta; a Parry-féle korál-változat a film végén el is hangzik.
Blake lírájához és miszticizmusához, Dante, Milton, Swedenborg és a Biblia szövegéhez kapcsolódó grafikai és festészeti alkotásai a romantikus jegyek mellett megdöbbentő erővel mutatnak előre a szimbolizmus, az expresszionizmus, a szürrealizmus, de akár a mai modern festészet irányaiba. Ebből adódik XX. és XXI. századi felfedezése és népszerűsége.

## Magyarul
- Versek és próféciák; ford. Babits Mihály et al., ill. a szerző, előszó, vál., szerk., jegyz. Szenczi Miklós; Európa, Bp., 1959
- William Blake versei; ford. Babits Mihály et al.; Európa, Bp., 1977 (Lyra mundi)
- A tapasztalás dalai. William Blake versei és írásai; ford. Babits Mihály et al.; Interpopulart, Szentendre, 1993 (Populart füzetek)
- Songs of innocence and of experience / Az ártatlanság és a tapasztalás dalai; ford. Erdődi Gábor, előszó Péter Ágnes; General Press, Bp., 2006

## Galéria

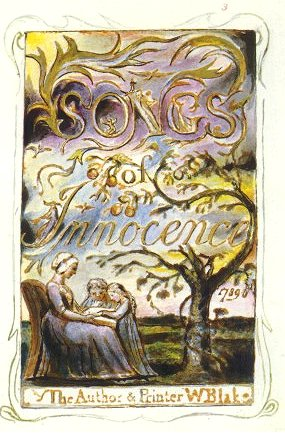
Blake verskötete, illusztrációja és nyomdászati munkája: Az ártatlanság dalai, 1789
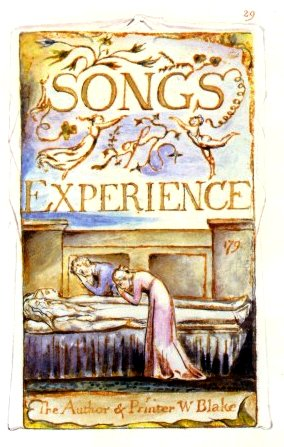
Blake verskötete, illusztrációja és nyomdászati munkája: A tapasztalás dalai, 1794
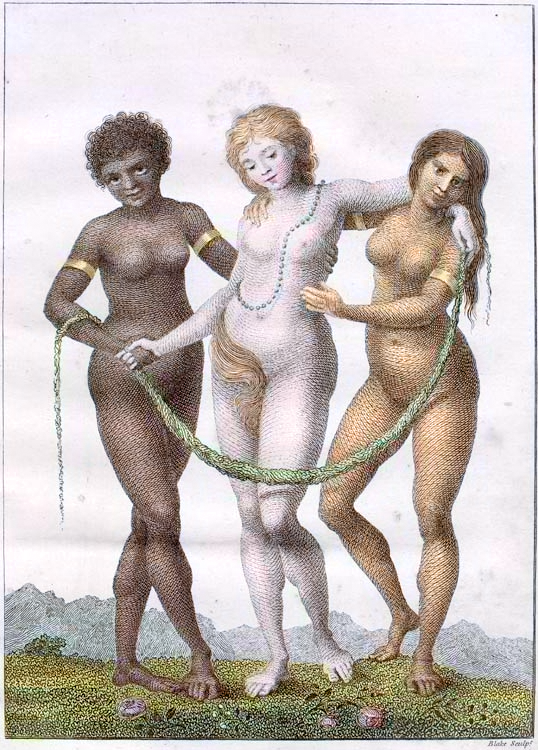
Európa támogatva Afrika és Amerika által, 1794. (A szerelem szabadságáért készült e kép.)
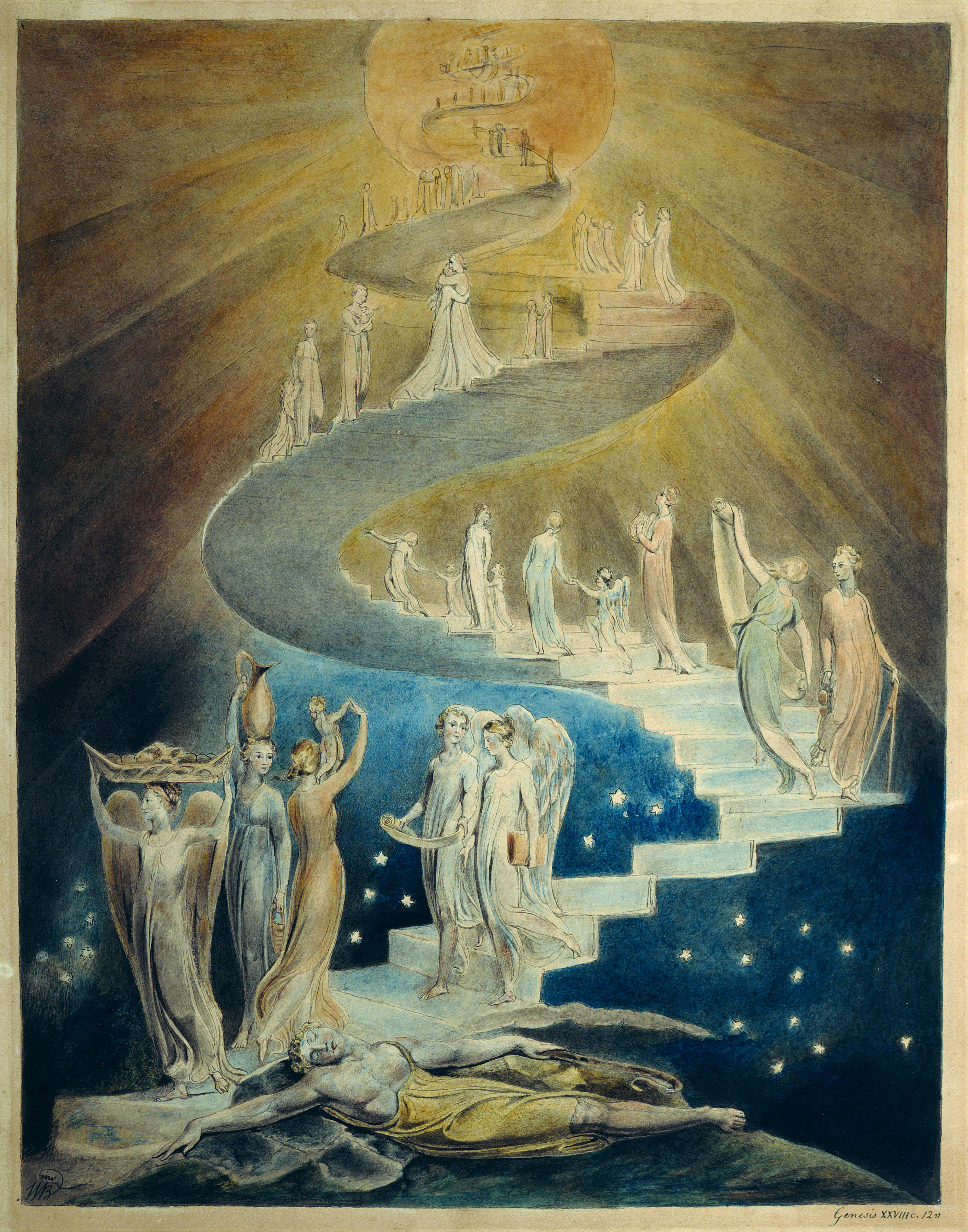
Jákob lajtorjája, 1800
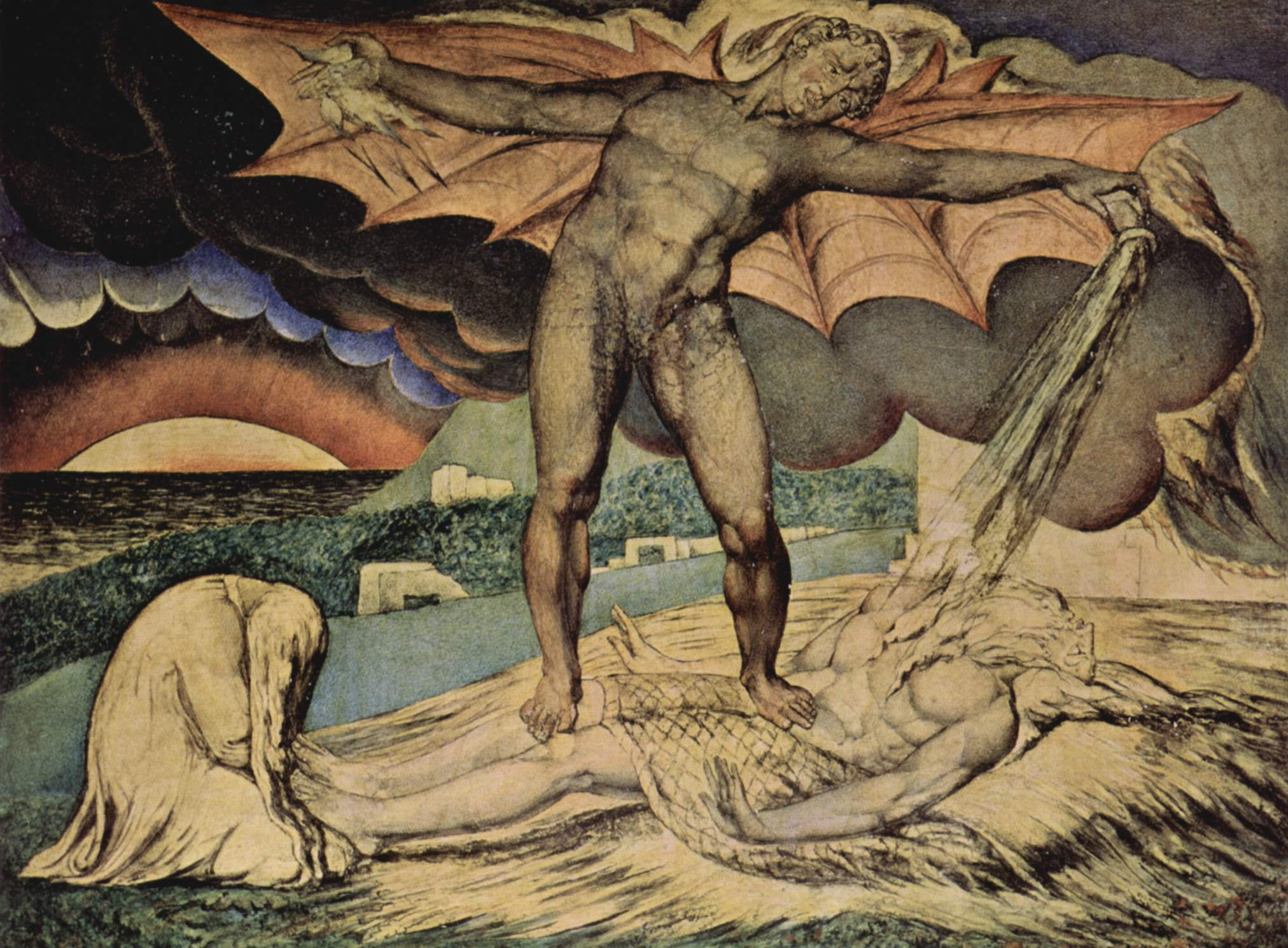
A Sátán és Jób (British Museum)
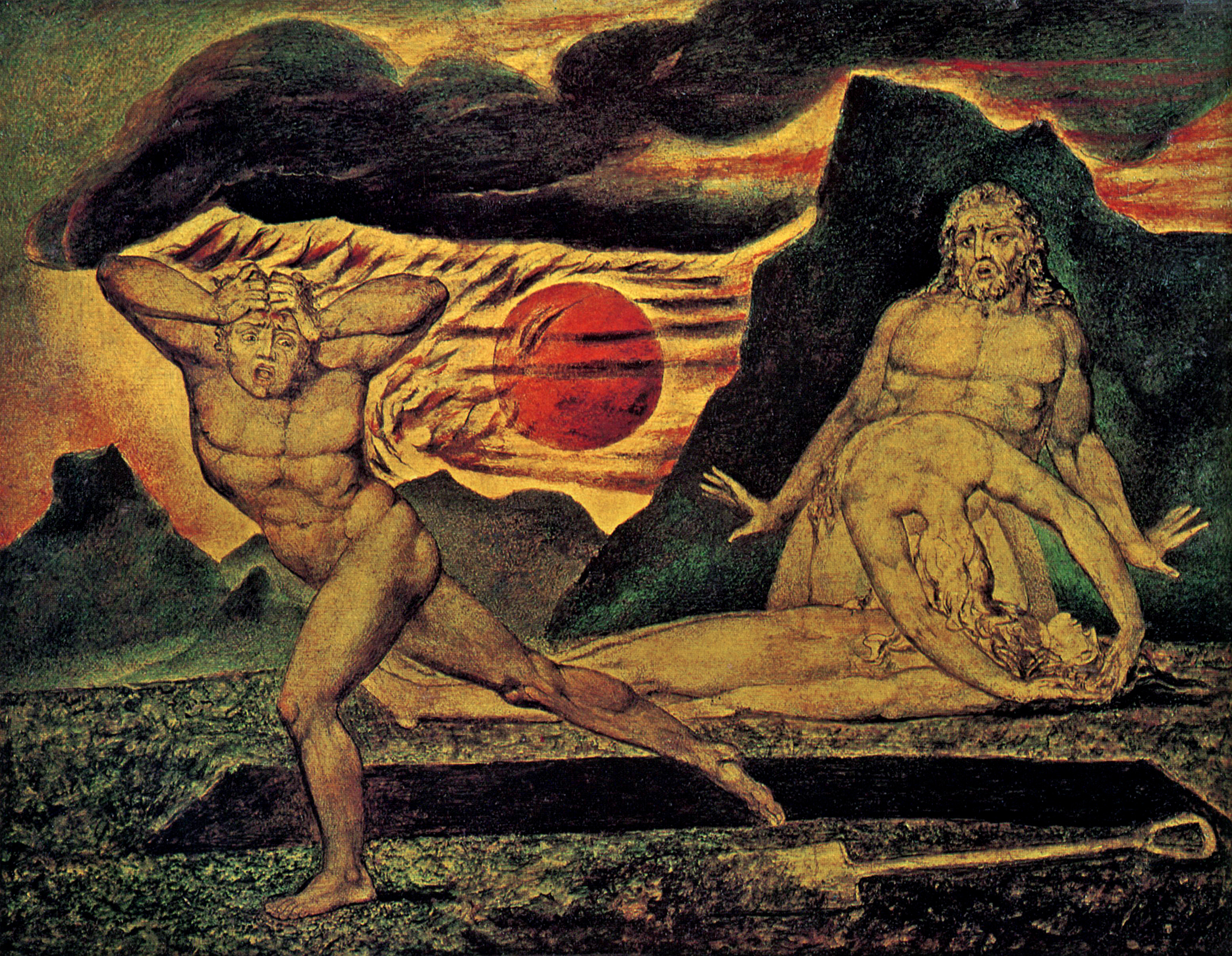
Ádám felfedezi Ábel meggyilkolását, 1825